# Gare de Charles-de-Gaulle - Étoile
Gare de Charles-de-Gaulle - Étoile vasútállomás és RER állomás Franciaország fővárosában, Párizsban. Az állomást a RER A betűjelű vonala érinti.

## Vasútvonalak és járatok
Az állomást az alábbi RER vonal érinti:
- RER A

## Kapcsolódó állomások
A vasútállomáshoz az alábbi állomások vannak a legközelebb:
- Gare de la Défense (Gare de Saint-Germain-en-Laye, Gare de Poissy, Gare de Cergy-le-Haut, A RER-vonal)
- Auber (Gare de Boissy-Saint-Léger, Gare de Marne-la-Vallée - Chessy, A RER-vonal)

## Lásd még
- Franciaország vasútállomásainak listája
- A RER állomásainak listája